# Cerro Azul (Cojedes)
El Cerro Azul, también llamado Tucuragua, es una formación de montaña ubicada en el extremo norte del Municipio Ezequiel Zamora (Cojedes), Venezuela. A una altitud de 1780 m s. n. m. el Cerro Azul es la montaña más altas en Cojedes (seguida del Cerro Las Tetas (Tinaquillo)) y una de las más altas del lindero interior de la Cordillera Central de Venezuela. Constituye el punto más elevado de la fila homónima al norte del estado.

## Ubicación
El Cerro Azul o Tucuragua se encuentra en un punto geográfico exclusivo donde el litoral central de Venezuela se divide en dos puntos. Por el norte se continúa hacia la cordillera de la costa y otro ramal se continúa hacia la región de los llanos formando el ramal interior de la Cordillera Central.
Las áreas boscosas del Cerro Azul no tienen acceso por vehículo, sino a mula, a caballo o a pie.